# フィリップ・ミルズ
フィリップ・ミルズ（英語: Phillip Mills）は、アメリカ合衆国出身のフィギュアスケート振付師。元バレエダンサー。

## 経歴
元体操選手だったがバレエに転じた。アメリカン・バレエ・シアターの奨学生として学び、プロのバレエダンサーとしてヨーロッパのバレエ団で活動する。
身体的な理由によりダンサーとしてのキャリア終了を考えていた頃、すでにバレエ団の指導者となっていた妻の教室をフィギュアスケートのコーチが見学にきたことをきっかけにフィギュアスケートの振付師の仕事を始める。リフトの提案などからアイスダンスの振付を手がけ、カルガリーオリンピック代表の指導にも携わる。
1988年、コロラドスプリングスに拠点を置いていたカルロ・ファッシの下で活動を始め、その後再びカルロ・ファッシに誘われレイク・アロウヘッドのアイス・キャッスルへ移り、現在はカリフォルニアを拠点に活動している。
2011年にはジョン・ニックスとともにアシュリー・ワグナーを全米選手権優勝に導くなどの功績をあげた。また、これまでに町田樹、村上大介、加藤利緒菜、マイケル・クリスチャン・マルティネス、ニコル・ライチョヴァー、ポール・ビネボーズ、コートニー・ヒックスなど、多くのスケート選手の振付を手掛けた。